# Seznam památných stromů v okrese Rakovník
Toto je seznam památných stromů v okrese Rakovník, v němž jsou uvedeny památné stromy na území okresu Rakovník.
| Název                                      | Obrázek                                           | Umístění                                                  | Druh | Obvod [v cm] | Kód wikidata     | Galerie                                                            | Poznámka |
| ------------------------------------------ | ------------------------------------------------- | --------------------------------------------------------- | --- | --- | ---------------- | ------------------------------------------------------------------ | --- |
| Dub ve Bdíně                               |                                                   | Bdín 50°13′7″ s. š., 13°51′23″ v. d.                      | dub letní | 572 | 103424 Q26788527 |                                                                    | Roste na pravém břehu Bakovského potoka v severovýchodním rohu zahrady mlýna čp. 1 vlevo od silnice Srbeč-Bdín. V roce 2017 mohutný jedinec s jednou dominantní a dvěma menšími kosterními větvemi, na té ke stavení rána po odlomení silnější větve se silným kalusem, menší procento suchých větví na bázi koruny (zastínění), vitální. |
| Břek u Kouřimecké rybárny †                |                                                   | Branov 49°59′42″ s. š., 13°47′24″ v. d.                   | jeřáb břek | 273 | 103422 Q26788525 |                                                                    | Rostl na okraji louky na břehu Berounky. Strom míval jednostrannou korunu, ve 2,5 metrů dělící se na tři části. Na kmeni rostly houby, koruna byla stažena lany. V roce 2009 se odlomila polovina koruny, zjištěna dutina kmene. V roce 2018 při větrných poryvech odlomen zbytek koruny. Torzo kmene již nezmladilo, odumřelo. Ochrana stromu zrušena 3. října 2018. |
| Dub u Kouřimecké rybárny                   |                                                   | Branov 49°59′30″ s. š., 13°47′19″ v. d.                   | dub letní | 698 | 103423 Q26788526 |                                                                    | U Kouřimeckého přívozu. Má nízký, silně boulovitý, zcela dutý kmen. V roce 2009 s rozsáhlou kmenovou dutinou. |
| Dub v Čisté                                |                                                   | Čistá u Rakovníka 50°1′30″ s. š., 13°34′26″ v. d.         | dub letní | 368 | 103322 Q26788456 |                                                                    | Na jihovýchodním okraji obce, v zahradě 300 metrů jihozápadně od hřbitova. |
| Lípa v Čisté                               |                                                   | Čistá u Rakovníka 50°1′42″ s. š., 13°34′4″ v. d.          | lípa velkolistá | 247 | 103307 Q26788441 |                                                                    | V obci v areálu školy nad hřištěm, před kulturním domem. Má suché větve, výmladky u paty kmene. |
| Dub v Děkově †                             |                                                   | Děkov 50°10′21″ s. š., 13°33′16″ v. d.                    | dub letní | 158 | 103421           |                                                                    | V zahradě u rekreační chalupy v obci na křižovatce silnic Děkov-Vrbice-Vlkov. Strom poškozen radikální redukcí koruny a vlivem stárnutí. Z důvodu ohrožení nové přístavby v bezprostřední blízkosti dubu rozhodnuto o jeho odstranění. Ochrana zrušena k 19. listopadu 2009. |
| Kreisslův dub                              |                                                   | Děkov 50°10′15″ s. š., 13°33′11″ v. d.                    | dub letní | 322 | 105530 Q26790110 |                                                                    | Roste severozápadně od kostela na hranici travnaté plochy a soukromé zahrady. |
| Buk pod Velkou loukou                      |                                                   | Drahouš 50°4′15″ s. š., 13°31′17″ v. d.                   | buk lesní | 257 | 103331 Q26788459 |                                                                    | JV okraj Velké louky, vlevo u silnice Svatý Hubert-Velká Chmelištná, nad mostkem. |
| Buk pod Hubertem na křižovatce †           |                                                   | Drahouš 50°3′48″ s. š., 13°31′10″ v. d.                   | buk lesní | 295 | 103328           |                                                                    | Rostl na křižovatce lesních cest na trase Svatý Hubert-Smrk, přibližně 1 km JV od Huberta. Strom pokácen neznámo kdy. Jeho ochrana zrušena k 17. listopadu 2009. Na místě vysazen jírovec. |
| Buk u Velké louky                          |                                                   | Drahouš 50°4′27″ s. š., 13°31′16″ v. d.                   | buk lesní | 478 | 103332 Q26788460 |                                                                    | Roste na severním okraji Velké louky, cestou od Svatého Huberta po Sosenské aleji. |
| Buky u Huberta s dutinou                   |                                                   | Drahouš 50°3′57″ s. š., 13°31′2″ v. d.                    | buk lesní (2) | 310 | 103304 Q26780424 |                                                                    | Vpravo od aleje Hubert Smrk, ve smrkovém porostu cca 30 m od okraje (díra ve kmeni). Vyhlášeno hromadnou vyhláškou, která uvádí pouze dnes neplatné číslo lesního porostu bez přesnějších údajů. |
| Buky u Huberta u posedu                    |                                                   | Drahouš 50°4′0″ s. š., 13°30′51″ v. d.                    | buk lesní (2) | 355 | 103329 Q26780428 |                                                                    | 50 m vlevo od aleje Hubert Smrk, v porostu proti posedu. Vyhlášeno hromadnou vyhláškou, která uvádí pouze dnes neplatné číslo lesního porostu, bez přesnějších údajů. |
| Buky u Sušárenské aleje                    |                                                   | Drahouš 50°3′59″ s. š., 13°30′45″ v. d.                   | buk lesní | 340 | 103305 Q26780426 |                                                                    | Vlevo cesty cca 180 m za levotočivou zatáčkou směrem Hubert-Smrk po modře značené turistické stezce, na okraji mýtiny asi 80 m od cesty. Vyhlášeno hromadnou vyhláškou, která uvádí pouze dnes neplatné číslo lesního porostu, bez přesnějších údajů. |
| Dub u tvrziště Smrk                        |                                                   | Drahouš 50°3′28″ s. š., 13°31′6″ v. d.                    | dub letní | 285 | 105212 Q26789729 |                                                                    | Na východním kraji paseky u modře značené turistické stezky. |
| Dub u Drahouše †                           |                                                   | Drahouš 50°3′28″ s. š., 13°31′6″ v. d.                    | dub letní | & Chyba ve výrazu: Neočekávaný operátor / Chyba ve výrazu: Neočekávaný operátor / Chyba ve výrazu: Neočekávaný operátor / Chyba ve výrazu: Neočekávaný operátor / Chyba ve výrazu: Neočekávaný operátor / Chyba ve výrazu: Neočekávaný operátor / Chyba ve výrazu: Neočekávaný operátor / Chyba ve výrazu: Neočekávaný operátor / Chyba ve výrazu: Neočekávaný operátor / Chyba ve výrazu: Neočekávaný operátor / Chyba ve výrazu: Neočekávaný operátor / Chyba ve výrazu: Neočekávaný operátor / Chyba ve výrazu: Neočekávaný operátor / Chyba ve výrazu: Neočekávaný operátor / Chyba ve výrazu: Neočekávaný operátor / -1.0000-0 | 105014           |                                                                    | Jižně od zámečku Svatý Hubert, u potoka k Čočkovu rybníku. V roce 1992 byl zcela suchý, doporučeno pokácení. Ochrana zrušena k 30. červnu 1994. |
| Klen v Drahouši                            |                                                   | Drahouš 50°4′38″ s. š., 13°31′19″ v. d.                   | javor klen | 233 | 103420 Q26788524 |                                                                    | Na rozcestí lesních cest SV od Svatého Huberta směrem do Sosně. |
| Maďaly u Plavče                            |                                                   | Drahouš 50°4′53″ s. š., 13°29′46″ v. d.                   | jírovec maďal (388) | & Chyba ve výrazu: Neočekávaný operátor / Chyba ve výrazu: Neočekávaný operátor / Chyba ve výrazu: Neočekávaný operátor / Chyba ve výrazu: Neočekávaný operátor / Chyba ve výrazu: Neočekávaný operátor / Chyba ve výrazu: Neočekávaný operátor / Chyba ve výrazu: Neočekávaný operátor / Chyba ve výrazu: Neočekávaný operátor / Chyba ve výrazu: Neočekávaný operátor / Chyba ve výrazu: Neočekávaný operátor / Chyba ve výrazu: Neočekávaný operátor / Chyba ve výrazu: Neočekávaný operátor / Chyba ve výrazu: Neočekávaný operátor / Chyba ve výrazu: Neočekávaný operátor / Chyba ve výrazu: Neočekávaný operátor / -1.0000-0 | 103412 Q26791046 | Kategorie „Maďaly u Plavče“ na Wikimedia Commons                   | 2,5 km dlouhá oboustranná alej z Jesenice přes Plaveč ke Svatému Hubertovi. Větší částí aleje vede žlutě značená turistická trasa. Původně vyhlášeno 477 stromů. |
| Lípy v Hořovičkách                         |                                                   | Hořovičky 50°8′27″ s. š., 13°31′28″ v. d.                 | lípa malolistá (2) | 192,182 | 103419 Q26780422 |                                                                    | U zbořeného křížku vlevo při polní cestě z Hořoviček do Bedlna. |
| Topol v Hořovičkách                        |                                                   | Hořovičky 50°9′13″ s. š., 13°31′26″ v. d.                 | topol černý | 508 | 103418 Q26788523 |                                                                    | Roste na pravém břehu Očihoveckého potoka, přibližně 200 metrů západně od obce. |
| Hrušeň na Hadrovizně                       |                                                   | Hracholusky nad Berounkou 50°0′28″ s. š., 13°47′13″ v. d. | hrušeň obecná | 273 | 103288 Q26788428 | Kategorie „Hrušeň na Hadrovizně“ na Wikimedia Commons              | Na Hadrovizně. V roce 2009 se odlomila silná větev ze střední části koruny a zničila stojan se znakem. |
| Jasánek                                    |                                                   | Hracholusky nad Berounkou 50°0′31″ s. š., 13°46′15″ v. d. | jasan ztepilý | 174 | 103417 Q26788522 | Kategorie „Jasánek“ na Wikimedia Commons                           | Strom je významnou krajinnou solitérou, viditelnou i z velmi vzdálených míst. Stejně tak i od stromu je vynikající rozhled do všech stran. Roste na vrcholku s mělkou půdou což se projevuje na jeho růstu, má poměrně širokou korunu. V roce 2010 proveden prořez suchých a zlámaných větví a obnova stojanu. |
| Jedle v Černém luhu †                      |                                                   | Hracholusky nad Berounkou 50°0′36″ s. š., 13°48′10″ v. d. | jedle bělokorá | 270 | 105219           |                                                                    | Rostla v polesí Slabce, v lesním oddělení 42 b1. V roce 1998 zjištěno, že strom odumřel. Jeho ochrana zrušena 28. dubna 1998. |
| Jasan v Hřebečníkách                       |                                                   | Hřebečníky 49°59′11″ s. š., 13°45′9″ v. d.                | jasan ztepilý | 490 | 103291 Q26788432 |                                                                    | Roste v centru obce na břehu potoka při hlavní silnici na dohled od modře značené turistické stezky a cyklistické trasy 0044. V roce 2004 měl rovný kmen s kořenovými náběhy. |
| Lípa u Hřebecké lesovny                    |                                                   | Hřebečníky 49°59′43″ s. š., 13°45′33″ v. d.               | lípa srdčitá | 415 | 103415 Q26788520 | Kategorie „Lípa u Hřebecké lesovny“ na Wikimedia Commons           | Na okraji lesa u Hřebečnické Lesárny. Rozsáhlá kmenová dutina ve které byly v minulosti neodborným zásahem vyřezány adventivní kořeny. Jedna z hlavních kosterních větví byla v minulosti odlomena. Dutina kmene je vzdušná. |
| Lípa v Hřebečníkách                        |                                                   | Hřebečníky 49°59′4″ s. š., 13°45′12″ v. d.                | lípa srdčitá | 410 | 103416 Q26788521 |                                                                    | Roste při jižním vjezdu do statku na dohled od modře značené turistické stezky. Na bázi kmene rozsáhlá kmenová dutina zasahující až do kosterních větví. V roce 1999 proveden zdravotní a bezpečnostní řez, konzervace a zakrytí dutin. V roce 2008 silně poškozena koruna prolámáním. Suché a zalámané větve odstraněny, koruna odlehčena. |
| Lípy v Hředlích                            |                                                   | Hředle 50°11′15″ s. š., 13°45′ v. d.                      | lípa malolistá (1) lípa velkolistá (1) | 360,368 | 103414 Q26780458 | Kategorie „Lípy v Hředlích“ na Wikimedia Commons                   | Rostou v obci na návsi před kostelem Všech svatých na dohled od červeně značené turistické stezky. Lípa malolistá měla suché větve a kořenové výmladky. V roce 2020 mohutné kořenové náběhy bez výmladků, dvě kosterní větve, srůst větví nižšího řádu. Lípa velkolistá měla suché větve a zakrytou dutinu v hlavní větvi. V roce 2020 malé množství suchých větví menších rozměrů, dutinu v jedné kosterní větvi, nezakrytou s nepravidelným silným kalusem, tlakové větvení, mohutné kořenové náběhy a obnažený kořen. |
| Duby u Velkého rybníka                     |                                                   | Jesenice u Rakovníka 50°5′27″ s. š., 13°28′13″ v. d.      | dub letní (35) | & Chyba ve výrazu: Neočekávaný operátor / Chyba ve výrazu: Neočekávaný operátor / Chyba ve výrazu: Neočekávaný operátor / Chyba ve výrazu: Neočekávaný operátor / Chyba ve výrazu: Neočekávaný operátor / Chyba ve výrazu: Neočekávaný operátor / Chyba ve výrazu: Neočekávaný operátor / Chyba ve výrazu: Neočekávaný operátor / Chyba ve výrazu: Neočekávaný operátor / Chyba ve výrazu: Neočekávaný operátor / Chyba ve výrazu: Neočekávaný operátor / Chyba ve výrazu: Neočekávaný operátor / Chyba ve výrazu: Neočekávaný operátor / Chyba ve výrazu: Neočekávaný operátor / Chyba ve výrazu: Neočekávaný operátor / -1.0000-0 | 103306 Q26791016 | Kategorie „Duby u Velkého rybníka“ na Wikimedia Commons            | První řada vedle vozové cesty na koruně hráze, druhá řada pod hrází Velkého rybníka na JZ okraji obce Jesenice. Kolem jižního konce stromořadí vedou zeleně značená turistická stezka a naučná stezka Jesenicko. Původně vyhlášeno 36 stromů. První v řadě u parkoviště uschnul. Jeho ochrana zrušena 21. prosince 2012. Doporučeno ponechat torzo na místě. Obvody kmenů stromů se pohybují v rozmezí 201–432 cm. |
| Duby u Dolního Fikače                      |                                                   | Jesenice u Rakovníka 50°6′ s. š., 13°29′29″ v. d.         | dub letní (10) | & Chyba ve výrazu: Neočekávaný operátor / Chyba ve výrazu: Neočekávaný operátor / Chyba ve výrazu: Neočekávaný operátor / Chyba ve výrazu: Neočekávaný operátor / Chyba ve výrazu: Neočekávaný operátor / Chyba ve výrazu: Neočekávaný operátor / Chyba ve výrazu: Neočekávaný operátor / Chyba ve výrazu: Neočekávaný operátor / Chyba ve výrazu: Neočekávaný operátor / Chyba ve výrazu: Neočekávaný operátor / Chyba ve výrazu: Neočekávaný operátor / Chyba ve výrazu: Neočekávaný operátor / Chyba ve výrazu: Neočekávaný operátor / Chyba ve výrazu: Neočekávaný operátor / Chyba ve výrazu: Neočekávaný operátor / -1.0000-0 | 103413 Q26791018 | Kategorie „Duby u Dolního Fikače“ na Wikimedia Commons             | Alej deseti dubů roste na vzdušné strana hráze rybníka Dolní Fikač podél silnice do Kosobod. V roce 1991 proveden zdravotní řez. |
| Duby u Horního Fikače                      |                                                   | Jesenice u Rakovníka 50°5′48″ s. š., 13°29′12″ v. d.      | dub letní (16) | & Chyba ve výrazu: Neočekávaný operátor / Chyba ve výrazu: Neočekávaný operátor / Chyba ve výrazu: Neočekávaný operátor / Chyba ve výrazu: Neočekávaný operátor / Chyba ve výrazu: Neočekávaný operátor / Chyba ve výrazu: Neočekávaný operátor / Chyba ve výrazu: Neočekávaný operátor / Chyba ve výrazu: Neočekávaný operátor / Chyba ve výrazu: Neočekávaný operátor / Chyba ve výrazu: Neočekávaný operátor / Chyba ve výrazu: Neočekávaný operátor / Chyba ve výrazu: Neočekávaný operátor / Chyba ve výrazu: Neočekávaný operátor / Chyba ve výrazu: Neočekávaný operátor / Chyba ve výrazu: Neočekávaný operátor / -1.0000-0 | 104923 Q26791017 | Kategorie „Duby u Horního Fikače“ na Wikimedia Commons             | Stromořadí 16 dubů roste na jihozápadní hrázi rybníka Dolní Fikač. Okolo stromů vedou zeleně značená turistická stezka, naučná stezka Ve stopách žuly a cyklistické trasa 351. |
| Jesenická hlošina                          |                                                   | Jesenice u Rakovníka 50°5′40″ s. š., 13°28′19″ v. d.      | hlošina úzkolistá | 325 | 103410 Q26788518 |                                                                    | Roste v zahradě domu Smetanova ulice čp. 268. Široký strom s šikmým kmenem a zajímavou borkou. Koruna je směrem k domům ořezávaná, strom obráží. Rány jsou ošetřené. Podle majitelky byl strom vysazen zároveň se stavbou domu ve dvacátých letech 19. století. |
| Lípa u Jesenice                            |                                                   | Jesenice u Rakovníka 50°5′35″ s. š., 13°27′18″ v. d.      | lípa srdčitá | 289 | 103411 Q26788519 |                                                                    | Rostla vlevo u silnice Jesenice-Krty, u zbořeného křížku, přibližně kilometr od Jesenice na Krty. Dnes pozemek 1940/7 v KN. Dnes již zřejmě neexistuje. Zmizela neznámo kdy. Ochrana dosud nezrušena. |
| Lípa u kostela                             |                                                   | Jesenice u Rakovníka 50°5′52″ s. š., 13°28′9″ v. d.       | lípa malolistá | 348 | 103408 Q26780418 | Kategorie „Lípa u kostela (Jesenice)“ na Wikimedia Commons         | Roste před branou vedoucí ke kostelu. Původně zde stály lípy dvě. Jedna lípa patrně odumřela následkem zásahu do kořenového systému provedeném v roce 1994, později rozštěpena vlivem silného větru a pokácena z bezpečnostních důvodů. Její ochrana formálně zrušena k 12. květnu 2010. Druhý exemplář měl v roce 2005 v úžlabí dutinu zalepenou montážní pěnou. Koruna bez výraznějšího prosychání, na hlavních větvích staré řezné rány, instalováno lanové vázání. |
| Lípy u Heblova kamene                      |                                                   | Jesenice u Rakovníka 50°5′17″ s. š., 13°28′13″ v. d.      | lípa malolistá (2) | 272,298 | 103409 Q26780420 |                                                                    | Rostou jižně od Velkého rybníka, vpravo u cesty k chatové oblasti. Mezi stromy se nalézá pověstmi opředený Heblův kámen. Okolo vedou zeleně značená turistická stezka, naučná stezka Jesenicko a cyklistická trasa 351. |
| Buk u Kalivod †                            |                                                   | Kalivody                                                  | buk lesní | & Chyba ve výrazu: Neočekávaný operátor / Chyba ve výrazu: Neočekávaný operátor / Chyba ve výrazu: Neočekávaný operátor / Chyba ve výrazu: Neočekávaný operátor / Chyba ve výrazu: Neočekávaný operátor / Chyba ve výrazu: Neočekávaný operátor / Chyba ve výrazu: Neočekávaný operátor / Chyba ve výrazu: Neočekávaný operátor / Chyba ve výrazu: Neočekávaný operátor / Chyba ve výrazu: Neočekávaný operátor / Chyba ve výrazu: Neočekávaný operátor / Chyba ve výrazu: Neočekávaný operátor / Chyba ve výrazu: Neočekávaný operátor / Chyba ve výrazu: Neočekávaný operátor / Chyba ve výrazu: Neočekávaný operátor / -1.0000-0 | 105220           |                                                                    | Rost na parcele 408/1 v polesí Přerubenice, LZ Lužná. V roce 2010 bylo při revizi zjištěno, že strom již neexistuje. Při dalším šetření zjištěno, že buk odumřel a jeho kmen se zřítil a rozpadl. Jeho ochrana zrušena 13. března 2015. |
| Dub u Kalubic                              |                                                   | Kalubice 50°3′0″ s. š., 13°49′45″ v. d.                   | dub letní | 520 | 103407 Q26788517 | Kategorie „Dub u Kalubic“ na Wikimedia Commons                     | Na okraji lesa, asi 100 m západně od obce, v úvozu za vsí. Spodní větve koruny odumírají vlivem zastínění vlastní korunou a především okolním porostem. |
| Habr u Kalubic                             |                                                   | Kalubice 50°2′51″ s. š., 13°49′3″ v. d.                   | habr obecný | 212 | 105747 Q26790294 | Kategorie „Habr u Kalubic“ na Wikimedia Commons                    | Na louce pod Spáleným kopcem západně od obce cca 500 m jihozápadně od kapličky v polích. |
| Dub Buben                                  |                                                   | Karlova Ves 49°58′24″ s. š., 13°49′50″ v. d.              | dub letní | 505 | 103405 Q26788516 | Kategorie „Dub Buben“ na Wikimedia Commons                         | Roste u cesty od seníku u paseky. Jedná se o jedince zajímavého vzrůstem. Od 0,5 m do 2,1 m nad zemí je na kmeni velký nádor. Obvod kmene nad nádorem je 210 cm. Kmen od 8 m dvoják. Koruna mírně prosychá. V roce 2020 je koruna jednostranná k východu. Na západní straně zavlčení kosterních větví. |
| Lípa u Klečetného                          |                                                   | Klečetné 50°5′24″ s. š., 13°34′2″ v. d.                   | lípa malolistá | 271 | 103310 Q26788445 |                                                                    | Roste na levém břehu potoka Klečetná, nedaleko zeleně značená turistické stezky z Klečetného do Šanova, přibližně 500 metrů východně od obce. |
| Lípa v Klečetném                           |                                                   | Klečetné 50°5′18″ s. š., 13°33′45″ v. d.                  | lípa malolistá | 315 | 103404 Q26788515 |                                                                    | Roste na návsi u křížku u silnice. Kolem vede zeleně značená turistická stezka a cyklistické trasy 351 a 8167. |
| Dub v Kolešovicích                         |                                                   | Kolešovice 50°8′23″ s. š., 13°36′26″ v. d.                | dub letní | 368 | 103316 Q26788450 |                                                                    | V obci v areálu domova seniorů. Má suché větve a pahýly po větvích. |
| Duby v Kolešovicích                        |                                                   | Kolešovice 50°8′19″ s. š., 13°36′21″ v. d.                | dub letní (21) | & Chyba ve výrazu: Neočekávaný operátor / Chyba ve výrazu: Neočekávaný operátor / Chyba ve výrazu: Neočekávaný operátor / Chyba ve výrazu: Neočekávaný operátor / Chyba ve výrazu: Neočekávaný operátor / Chyba ve výrazu: Neočekávaný operátor / Chyba ve výrazu: Neočekávaný operátor / Chyba ve výrazu: Neočekávaný operátor / Chyba ve výrazu: Neočekávaný operátor / Chyba ve výrazu: Neočekávaný operátor / Chyba ve výrazu: Neočekávaný operátor / Chyba ve výrazu: Neočekávaný operátor / Chyba ve výrazu: Neočekávaný operátor / Chyba ve výrazu: Neočekávaný operátor / Chyba ve výrazu: Neočekávaný operátor / -1.0000-0 | 103315 Q26791003 |                                                                    | Na hrázi Zámeckého rybníka a podél plotu zámeckého parku. Původně vyhlášeno 24 stromů. |
| Lípa v Kolešovicích                        |                                                   | Kolešovice 50°8′22″ s. š., 13°36′30″ v. d.                | lípa velkolistá | 455 | 103317 Q26788451 |                                                                    | Dvoják rostoucí v parku za domovem seniorů. Má suché větve, pahýly po větvích, fixaci koruny. |
| Matoušův jilm (Jilm v Kounově)             |                                                   | Kounov u Rakovníka 50°12′48″ s. š., 13°40′10″ v. d.       | jilm vaz | 255 | 104872 Q15360270 | Kategorie „Matoušův jilm“ na Wikimedia Commons                     | Roste na dvoře sokolovny na jižním okraji obce. |
| Lípa v Kounově                             |                                                   | Kounov u Rakovníka 50°12′49″ s. š., 13°40′20″ v. d.       | lípa malolistá | 331 | 103311 Q26788446 | Kategorie „Lípa v Kounově“ na Wikimedia Commons                    | V obci před školou, vlevo u vchodu do školní zahrady. Okolo vede žlutě značená turistická trasa a cyklistické trasy 8167. |
| Buky u Dřevíče                             |                                                   | Kozojedy 50°14′56″ s. š., 13°49′30″ v. d.                 | buk lesní (2) | 386,560 | 103320 Q26780448 |                                                                    | Rostou na svahu pod plošinou Dřevíče, vlevo od červeně značené turistické stezce ke kapli. V roce 2018 měl menší ze stromů obrůstající kmen, na něm kalusující poranění, větší množství olámaných větví, ve střední části koruny v ráně po odlomené větvi hniloba. Proveden zdravotní řez a lokální redukce silné kosterní větve s cílem symetrizace koruny. Mohutnější exemplář má boulovitý kmen se zbytky starých plodnic lesklokorky, dutiny, růstové deprese, odlamující se větve. Pod stromem nalezeny v hojném počtu trusinky pravděpodobně páchníka. |
| Duby u Kozojed                             |                                                   | Kozojedy 50°15′16″ s. š., 13°49′20″ v. d.                 | dub letní (3) | 385, 381, 397 | 103402 Q26780449 |                                                                    | Rostou vpravo od cesty vedoucí z Kozojed k polesí Obora, nad poslední budovou, u studánky na okraji lesního porostu. V roce 2018 koruna nejvyššího z dubů v zastíněných částech prosychala. Nejmenší ze stromů má vysoký kmen s olámanými větvemi, koruna začíná prosychat, zejména v zastíněných partiích, v sousedství torzo odumřelého dubu. |
| Lípa v Kozojedech                          |                                                   | Kozojedy 50°15′16″ s. š., 13°48′54″ v. d.                 | lípa malolistá | 278 | 103403 Q26788514 |                                                                    | Roste vpravo u vjezdu do Plátkova statku čp. 1 v obci Kozojedy. V roce 2018 měla mohutné kořenové náběhy, jeden vrůstá pod zídku a oplocení. Široká koruna vyrůstající z jednoho místa, v obvodu více prosychá, suché jsou i silnější větve. |
| Lípa v Kozojedech-Dřevíči                  |                                                   | Kozojedy 50°14′52″ s. š., 13°49′28″ v. d.                 | lípa velkolistá | 650 | 103321 Q26788455 |                                                                    | Na západním svahu pod plošinou Dřevíče na dohled od červeně značené turistické stezky. V roce 2018 z nízkého mohutného kmen vyrůstalo větší množství dlouhých větví, postupně se vylamují, v kmenu dutiny, obnažené adventivní kořeny, nalezeny plodnice dřevomoru kořenového. |
| Lípa u Krakova                             |                                                   | Krakov 50°1′51″ s. š., 13°38′24″ v. d.                    | lípa malolistá | 173 | 103401 Q26788513 | Kategorie „Památná lípa u Krakova“ na Wikimedia Commons            | Vpravo u silnice III/22912 Krakov-Krakovec, u odbočky polní cesty k Šípskému mlýnu. Okolo vede žlutě značená turistická trasa. Lípa má menší suché větve a výmladky u paty kmene. V roce 2009 byl proveden zdravotní řez stromu a odstranění výmladků. |
| Lípa v Kroučové                            |                                                   | Kroučová 50°12′26″ s. š., 13°46′53″ v. d.                 | lípa malolistá | 510 | 103399 Q26788510 | Kategorie „Lípa v Kroučové“ na Wikimedia Commons                   | Roste na prostranství před kostelem svaté Markéty. Okolo vede naučná stezka Uhelná stezka Kroučová a cyklistická trasa 8167. Lípa má hrubou dubovou borku, poškozený kmen, mohutnou svázanou korunu. Ze severozápadu od báze kmene po celé délce dutina. |
| Lípa v Krtech                              | Památná lípa v obci Krty.                         | Krty 50°5′33″ s. š., 13°25′54″ v. d.                      | lípa malolistá | 260 | 103398 Q26788509 |                                                                    | Roste před vchodem do hřbitovního kostela svatého Vojtěcha v severozápadní části obce. |
| Jilm drsný †                               |                                                   | Krupá                                                     | jilm horský | 316 | 104513           |                                                                    | U silnice Krupá-Mutějovice. Strom uschl někdy před rokem 2003. Ochrana zrušena 4. srpna 2003. |
| Dub u Krušovic                             |                                                   | Krušovice 50°10′16″ s. š., 13°45′49″ v. d.                | dub letní | 470 | 103396 Q26788508 | Kategorie „Dub u Krušovic“ na Wikimedia Commons                    | Na okraji lesa při kaštanové aleji, v lesním oddělení 11, polesí Lužná. V roce 2020 mohutný strom, na bázi koruny odlomené větve historicky s tvorbou dutin ve zlomech i dvě mohutné aktuálně zůstávající na místě, zbytek koruny v dobrém stavu. |
| Duby u Krušovic                            |                                                   | Krušovice 50°10′15″ s. š., 13°45′46″ v. d.                | dub letní (2) | 441,405 | 103397 Q26780445 | Kategorie „Duby u Krušovic“ na Wikimedia Commons                   | Rostou u bažantnice severně od hájovny v lesním oddělení 11 b1, polesí Lužná. V roce 2020 měl větší exemplář široce rozloženou korunu v jejíž spodní části je odstraněno několik větví, rány kalusují, místy se vyvíjejí dutiny, na jednom z řezů zaznamenány plodnice dřevokazné houby. Druhý strom od roku 2005 suchý, dnes torzo s odlupující se kůrou. V roce 1993 proveden zdravotní řez, vyčištění korunového prostoru stromů od ostatní vegetace. |
| Tis Alois                                  |                                                   | Křivoklát 50°2′19″ s. š., 13°53′10″ v. d.                 | tis červený | 215 | 105870 Q26790480 |                                                                    | V zahradě pod Lesní správou Křivoklát - Nechlebárna |
| Tis Pravdomil                              |                                                   | Křivoklát 50°2′17″ s. š., 13°53′10″ v. d.                 | tis červený | 210 | 105871 Q26790482 |                                                                    | V zahradě pod Lesní správou Křivoklát - Nechlebárna |
| Vydrovic lípa                              |                                                   | Křivoklát 50°1′16″ s. š., 13°53′5″ v. d.                  | lípa velkolistá | 380 | 105666 Q26790225 | Kategorie „Vydrovic lípa v Častonicích“ na Wikimedia Commons       | V obci u zvoničky přiléhající ke statku U Vydrů. Strom se ve 4 m dělí na průběžný terminál a na dvě boční, vychýlené větve. Kmen je ve spodní části částečně tlakově srostlý. Koruna sahá téměř až k zemi. Větve poškozují zvoničku stojící asi 3 m od kmene. Habitus je mírně asymetrický, kompaktní. |
| Lípa v Lišanech                            |                                                   | Lišany u Rakovníka 50°8′50″ s. š., 13°44′30″ v. d.        | lípa malolistá | 468 | 103295 Q26788435 |                                                                    | V obci na návsi vlevo u vchodu ke kostelu Nanebevzetí Panny Marie. Okolo vede cyklistická trasa 8168. Lípa má dutinu v levé kosterní větvi (při pohledu ke kostelu) a suché větve. V roce 2020 byla dutina rámovaná silným kalusem se zbytkem zastřešení, nízko nad zemí vzniklé dvě kosterní větve s tlakovým větvením, kolem kmene kruhovou lavičku. Koruna byla jištěná několika napnutými vazbami. V roce 2008 dutina hořela. |
| Buk u podjezdu                             |                                                   | Lužná u Rakovníka 50°8′21″ s. š., 13°48′11″ v. d.         | buk lesní | 424 | 103296 Q26788436 |                                                                    | Strom roste nedaleko lesní samoty Merkovka, 100 metrů jihovýchodně od podjezdu trati Lužná-Řevničov. Kmen patrně vznikl srůstem dvou u těsně u sebe rostoucích jedinců či kosterních větví. Srůsty jsou viditelné i výše v koruně, vitální jedinec. |
| Buk pod Merkovkou (u cesty)                |                                                   | Lužná u Rakovníka 50°8′24″ s. š., 13°48′1″ v. d.          | buk lesní | 453 | 103298 Q26788438 |                                                                    | 2,5 km V od Lužná II, 200 m před přejezdem trati u samoty Merkovka. Strom má suché větve, pahýly větví. V roce 2018 troják téměř od země, úzká tlaková větvení, na jedné kosterní větvi plodnice blíže neurčené houby, zdravé kořenové náběhy. |
| Buk u Červeného kanálu                     |                                                   | Lužná u Rakovníka 50°8′54″ s. š., 13°48′20″ v. d.         | buk lesní | 410 | 103297 Q26788437 |                                                                    | Nad Merkovkou, pod oplocenkou, 100 m západně od Hraniční cesty. V roce 2018 strom zlomený přibližně ve 2 metrech výšky kmene. Padlý kmen ponechán celý na místě, silně napadený dřevomorem kořenovým. |
| Buk u Pondělíčků                           |                                                   | Lužná u Rakovníka 50°8′38″ s. š., 13°48′32″ v. d.         | buk lesní | 394 | 103299 Q26788439 |                                                                    | U Merkovky, 2,8 km východně od Lužné, asi 50 m východně za přejezdem trati Lužná-Řevničov. Má suché větve, řídké olistění spodní části koruny. V roce 2018 silně olámaná koruna, olistěná téměř pouze její vrcholová část, hrozí její selhání, po odlomených větvích "průhledná" dutina. |
| Buky a borovice v Lužné                    |                                                   | Lužná u Rakovníka 50°9′30″ s. š., 13°46′32″ v. d.         | borovice lesní (2) buk lesní (5) | & Chyba ve výrazu: Neočekávaný operátor / Chyba ve výrazu: Neočekávaný operátor / Chyba ve výrazu: Neočekávaný operátor / Chyba ve výrazu: Neočekávaný operátor / Chyba ve výrazu: Neočekávaný operátor / Chyba ve výrazu: Neočekávaný operátor / Chyba ve výrazu: Neočekávaný operátor / Chyba ve výrazu: Neočekávaný operátor / Chyba ve výrazu: Neočekávaný operátor / Chyba ve výrazu: Neočekávaný operátor / Chyba ve výrazu: Neočekávaný operátor / Chyba ve výrazu: Neočekávaný operátor / Chyba ve výrazu: Neočekávaný operátor / Chyba ve výrazu: Neočekávaný operátor / Chyba ve výrazu: Neočekávaný operátor / -1.0000-0 | 103326 Q26780456 |                                                                    | V oploceném objektu Syntezia, 200 metrů vlevo od vchodu. |
| Dub u Sládkova kříže                       |                                                   | Lužná u Rakovníka 50°9′12″ s. š., 13°47′37″ v. d.         | dub letní | 430 | 103390 Q26788504 |                                                                    | Vlevo od lesní cesty, přibližně 1 km za Sládkovým křížem (Cejkovkou) u rybníčka Punčoška. Okolo vede modře značená turistická stezka, naučná stezka Louštín a cyklistická trasa 0102. |
| Dub za Štýlovnou                           |                                                   | Lužná u Rakovníka 50°6′32″ s. š., 13°49′35″ v. d.         | dub letní | 436 | 103391 Q26788505 |                                                                    | Naproti cestě do dvora Amálie. Na dohled od naučné stezky Vůně dýmu a jehličí a cyklistické trasy 201 a 0103. V roce 2001 odstraněn myslivecký posed z koruny a označení stromu. Ve výšce 3 metrů nad zemí se kmen dubu dělí do tří hlavních větví. Koruna je kuželovitá, štíhlá. V roce 2020 větve spodní části koruny prosýchají a koruna se v zápoji posunula do horní třetiny výšky stromu. V okolí provedena asanační těžba, prospěšné uvolnění koruny. |
| Dub u Lužné                                |                                                   | Lužná u Rakovníka 50°8′10″ s. š., 13°48′51″ v. d.         | dub zimní | 462 | 103392 Q26788506 |                                                                    | Na okraji lesního porostu vlevo u silnice Rakovník-Ruda, cca 1 km za křižovatkou do Lužné. V roce 1994 ošetřena kmenová rána po autohavárii V roce 2016 měl strom pravidelnou korunu, vitální, rána po nehodě téměř zavalená, zavalené poranění i z druhé strany kmene, ošetřen. |
| Břek u Sládkova kříže                      |                                                   | Lužná u Rakovníka 50°9′13″ s. š., 13°46′43″ v. d.         | jeřáb břek | 284 | 103327 Q26788458 |                                                                    | Vpravo od silnice Lužná II-Krušovice, 100 metrů za křižovatkou u Sládkova kříže za zdí obory. V roce 2000 byl strom označený, v dobrém stavu, avšak potřeboval ošetřit korunu. V roce 2003 měl suché větve, pahýly větví, řídké olistění. V roce 2018 byla koruna silně redukovaná, postupně odeschla, živá byla pouze vrcholová část jedné z kosterních větví. |
| Buk Na Požárech/Požárský buk               |                                                   | Městečko u Křivoklátu 50°4′24″ s. š., 13°53′56″ v. d.     | buk lesní | 350 | 103389 Q26788503 |                                                                    | Roste v loukách za statkem. Má rozsáhlou kmenovou dutinu a dutinu kosterní větve. V roce 2000 a 2010 proveden zdravotní řez. |
| Modřejovická lípa                          | Modřejovická lípa                                 | Modřejovice 49°59′38″ s. š., 13°41′27″ v. d.              | lípa malolistá | 660 | 103388 Q26788502 | Kategorie „Modřejovická lípa“ na Wikimedia Commons                 | Na návsi proti čp. 15. Okolo vede zeleně značená turistická stezka. Strom má boulovitý hrbolatý kmen, v koruně je stažená, obvod je měřen v 1 metru, pod boulemi. Kmen je dutý, ošetřený. Hrubá topolová borka. |
| Buk u Mšece †                              |                                                   | Mšec 50°11′23″ s. š., 13°53′38″ v. d.                     | buk lesní | 385 | 103385           |                                                                    | Rostl pod Pilským rybníkem, na hraně svahu nad studnou. Strom trpěl v posledních letech své existence několika závažnými defekty - prosycháním koruny, trhlinami po odlomení jedné z kosterních větví, napaden dřevokaznou houbou, hnilobou a opadem borky. Z bezpečnostních důvodů byla jeho ochrana zrušena 11. ledna 2016. |
| Mšecká lípa                                | Dům čp. 13 ve Mšeci, v pozadí památná Mšecká lípa | Mšec 50°12′13″ s. š., 13°53′54″ v. d.                     | lípa velkolistá | 570 | 103387 Q26788501 | Kategorie „Mšecká lípa“ na Wikimedia Commons                       | U domu čp. 13 v obci. Patrně se jedná o křížence Tilia x europaea. |
| Buk v Mšeckých Žehrovicích                 | Buk v Mšeckých Žehrovicích                        | Mšecké Žehrovice 50°11′4″ s. š., 13°55′8″ v. d.           | buk lesní | 630 | 103386 Q11362491 | Kategorie „Buk v Mšeckých Žehrovicích“ na Wikimedia Commons        | Roste vlevo pod silnicí Mšec-Mšecké Žehrovice na dohled od naučné stezky Novostrašecko. Nádherný exemplář s mohutnými kořenovými náběhy. Na informační desce je uvedeno stáří 350 let. V roce 2015 pozorovány nové zlomy v koruně (v minulosti odlomeno několik silných větví, rány po nich zakryté stříškami), šíření houbové infekce, plodnice troudnatce kopytovitého a klanolístky obecné, v koruně větší množství suchých větví, strom má centrální dutinu ve které se také objevily plodnice troudnatce. 29. října 2017 při orkánu Herwart přišel strom o část své mohutné koruny. V roce 2020 koruna dále prosychá, zejména nad odlomenými větvemi, strom postupně odumírá, přibývá plodnic troudnatce. |
| Duby v oboře                               |                                                   | Mšecké Žehrovice 50°11′4″ s. š., 13°54′7″ v. d.           | dub letní (4) | 280, 270, 240, 260 | 103300 Q26780443 |                                                                    | Vpravo od silnice Nové Strašecí – Mšec. V roce 2015 byl nejmohutnější z dubů víceméně zdravý s občasnou suchou větví, charakter koruny ovlivněn růstem na okraji porostu. Dva exempláře suché již v roce 2007, jeden z nich vyvrácený - zbyla pouze bazální část kmene. Poslední z dubů je zdravý s malým množstvím suchých větví, koruna též ovlivněná růstem na okraji porostu. |
| Lípa v Mutějovicích                        |                                                   | Mutějovice 50°11′50″ s. š., 13°42′23″ v. d.               | lípa malolistá | 428 | 103384 Q26788499 |                                                                    | Roste v severozápadní části obce u veřejné pumpy proti hřbitovu na dohled od zeleně značené turistické stezky. V roce 1993 proveden zdravotní řez. V roce 2003 měla pahýly větví a kmenové výmladky. V roce 2020 dvě dále se větvící kosterní větve, výmladky na kmeni, v jeho celé délce růstová deprese, několik dutin po odstraněných větvích, obvod měřen ve výši 1 m pod boulí. |
| Dub ve Smrku                               |                                                   | Nová Ves u Rakovníka 50°2′47″ s. š., 13°31′19″ v. d.      | dub letní | 322 | 103283 Q26788425 | Kategorie „Dub ve Smrku“ na Wikimedia Commons                      | Strom roste u domu čp. 7 v osadě Smrk. Kolem vede modře značená turistická stezka. Je nízko rozvětvený, koruna poměrně pravidelná, široká, bez zjevných známek prosychání. |
| Dub u Fortny                               |                                                   | Nové Strašecí 50°9′12″ s. š., 13°54′9″ v. d.              | dub letní | 360 | 103308 Q26788442 |                                                                    | Roste za domem čp. 117 v ulici Fortna na dohled od žlutě a červeně značené turistická trasy, naučné stezky Novostrašecko a cyklistické trasy 8192. |
| Jasan sv. Isidora v Novém Strašecí         |                                                   | Nové Strašecí 50°8′55″ s. š., 13°54′13″ v. d.             | jasan ztepilý | 455 | 103282 Q26788423 |                                                                    | Roste v johozápadní části parku u kapličky sv. Isidora, na dohled od naučné stezky Novostrašecko. |
| Lípa v Novém Strašecí                      |                                                   | Nové Strašecí 50°8′56″ s. š., 13°54′11″ v. d.             | lípa malolistá | 515 | 103383 Q26788498 |                                                                    | Roste před budovou domova důchodců, na dohled od naučné stezky Novostrašecko. |
| Novostrašecké buky                         |                                                   | Nové Strašecí 50°8′48″ s. š., 13°53′28″ v. d.             | buk lesní (2) | & Chyba ve výrazu: Neočekávaný operátor / Chyba ve výrazu: Neočekávaný operátor / Chyba ve výrazu: Neočekávaný operátor / Chyba ve výrazu: Neočekávaný operátor / Chyba ve výrazu: Neočekávaný operátor / Chyba ve výrazu: Neočekávaný operátor / Chyba ve výrazu: Neočekávaný operátor / Chyba ve výrazu: Neočekávaný operátor / Chyba ve výrazu: Neočekávaný operátor / Chyba ve výrazu: Neočekávaný operátor / Chyba ve výrazu: Neočekávaný operátor / Chyba ve výrazu: Neočekávaný operátor / Chyba ve výrazu: Neočekávaný operátor / Chyba ve výrazu: Neočekávaný operátor / Chyba ve výrazu: Neočekávaný operátor / -1.0000-0 | 103281 Q26780442 |                                                                    | V jihozápadní části města pod Šibeniční horou v lesíku u trati. Jeden ze stromů je trojkmen s obvody kmenů 213, 168 a 173 cm. Druhý exemplář mnohokmen (8) s obvody kmenů 134 - 182 cm. |
| Všivý Dub                                  |                                                   | Nový Dům 50°4′39″ s. š., 13°49′32″ v. d.                  | dub zimní | 360 | 103371 Q26788487 |                                                                    | Roste u silnice v lesním oddělení 205a4. Okolo vede cyklistická trasa 0047. V roce 1997 mohutný strom, roste vzpřímeně, kmen je rozdvojen ve 2,8 m nad zemí a koruna nasazená 6 m nad zemí. Na kmeni dvě zásušky po starém odření kůry. Koruna je široce vejčitá s podílem 15% suchých větví. Strom vykazuje příznaky tracheomykozního onemocnění. V roce 2010 v koruně proschlé větve. V roce 2020 na kmeni odumřelé plodnice chorošivitých hub a otvory s hnilobou dřeva u země (průměr 10 cm). Zavlčení kosterních větví. |
| Lípa u Olešné                              |                                                   | Olešná u Rakovníka 50°8′14″ s. š., 13°40′45″ v. d.        | lípa malolistá | 453 | 103382 Q26788496 |                                                                    | Vpravo od silnice Olešná-Chrášťany, u křížku, přibližně kilometr od Olešné. V roce 2003 byla z větší části proschlá se suchými větvemi a dutinami ve kmeni. V roce 2020 již víceméně torzo, koruna tvořená výmladky, část zcela suchá, otevřená dutina do kmene se zbytkem stříšky, které jsou i u dutin po odstraněných větvích, trouchnivějící náběhy, částečně s výmladky, staré plodnice pravděpodobně šupinovky kostrbaté. |
| Lípy u Olešné                              |                                                   | Olešná u Rakovníka 50°8′10″ s. š., 13°41′12″ v. d.        | lípa malolistá (2) | 425,401 | 103381 Q26780454 |                                                                    | Vpravo u silnice Olešná-Chrášťany, cca 600 m za obcí. U mohutnějšího ze stromů v roce 1991 zakryta dutina. V roce 2003 měl suché větve a kořenové výmladky. V roce 2020 olámaná koruna, živé pouze výmladky z pozůstatků kosterních větví, jedna zcela suchá, dutina ve kmeni. Druhý exemplář v roce 2003 s prosychající korunou a výmladky, dutý kmen. V roce 2020 olámané až na několik živých výmladků z kmene suché torzo. |
| Douglasky v Oráčově                        |                                                   | Oráčov 50°6′9″ s. š., 13°32′5″ v. d.                      | douglaska tisolistá (6) | & Chyba ve výrazu: Neočekávaný operátor / Chyba ve výrazu: Neočekávaný operátor / Chyba ve výrazu: Neočekávaný operátor / Chyba ve výrazu: Neočekávaný operátor / Chyba ve výrazu: Neočekávaný operátor / Chyba ve výrazu: Neočekávaný operátor / Chyba ve výrazu: Neočekávaný operátor / Chyba ve výrazu: Neočekávaný operátor / Chyba ve výrazu: Neočekávaný operátor / Chyba ve výrazu: Neočekávaný operátor / Chyba ve výrazu: Neočekávaný operátor / Chyba ve výrazu: Neočekávaný operátor / Chyba ve výrazu: Neočekávaný operátor / Chyba ve výrazu: Neočekávaný operátor / Chyba ve výrazu: Neočekávaný operátor / -1.0000-0 | 103312 Q26780413 |                                                                    | Rostou na levém břehu potoka Leština pod Zámeckým vrchem, přibližně 700 m jižně od hájovny. |
| Duby u hájovny                             |                                                   | Oráčov 50°6′33″ s. š., 13°32′12″ v. d.                    | dub letní (2) | 275,275 | 103378 Q26780414 |                                                                    | Vlevo pod hájovnou cca 800 m západně od obce. Oba stromy mají vysoko vyvětvené koruny, jejichž tvar je ovlivněn růstem v zápoji. Jeden z dubů má suché větve v zastíněné části koruny. V roce 2016 odstraněny či zakráceny suché větve v zastínění a nálet v okolí. |
| Lípa v Oráčově                             |                                                   | Oráčov 50°6′32″ s. š., 13°32′11″ v. d.                    | lípa malolistá | 365 | 103379 Q26788495 |                                                                    | Lípa se nachází vlevo pod hájovnou Oráčov u cesty u plotu. V roce 2005 měla na kmeni boule s výmladky, v koruně suché části, asi do 15% objemu, nad cestou suché pahýly, koncové části již dříve zakráceny. |
| Lípa na Zámeckém vrchu                     |                                                   | Oráčov 50°6′11″ s. š., 13°32′8″ v. d.                     | lípa velkolistá | 240 | 103377 Q26788494 | Kategorie „ípa na Zámeckém vrchu“ na Wikimedia Commons             | Strom roste na východním svahu Zámeckého vrchu cca 2 km jižně od oráčovské myslivny. V roce 2005 dvoják, měřeno 1 metr nad zemí, na kmeni boule s vlky, v koruně suché části. Celkový zdravotní stav dobrý. |
| Lípy u Oráčova                             |                                                   | Oráčov 50°7′12″ s. š., 13°32′53″ v. d.                    | lípa malolistá (3) | 220, 280, 380 | 103380 Q26780416 |                                                                    | Rostou vlevo od silnice Oráčov-Zderaz, u křížku přibližně 1 km severně od Oráčova. Okolo vede cyklistická trasa 8167. |
| Lípa u Panošího Újezda †                   |                                                   | Panoší Újezd 50°1′43″ s. š., 13°42′31″ v. d.              | lípa srdčitá | 210 | 103376 Q26788493 |                                                                    | Pozůstatky lípy se nachází přibližně 200 m východně od křižovatky Panoší Újezd-Rousínov na vrcholu kopce Hůrka. V roce 2001 byl strom vážně poškozen zásahem blesku a v roce 2003 se poškození opakovalo. Koruna stromu i kmen vykazovali poškození, ale strom byl vitální. V roce 2016 došlo ke zlomu kmene a zůstalo asi dvoumetrové odumřelé torzo, v současné době s mnoha výmladky v pařezové části. Strom sice ještě fyzicky existuje avšak jeho ochrana byla zrušena 27. února 2017. |
| Lípa v Petrovicích                         |                                                   | Petrovice u Rakovníka 50°3′38″ s. š., 13°38′25″ v. d.     | lípa malolistá | 435 | 103313 Q26788447 |                                                                    | V obci vedle cesty nad bývalou školou, pod kostelem Navštívení Panny Marie. V roce 1993 proveden zdravotní a bezpečnostní řez a instalována lanová vazba. V roce 2003 měla lípa kmenové výmladky a suché větve, provedena fixace koruny. |
| Lípa v Petrovicích u kostela               |                                                   | Petrovice u Rakovníka 50°3′36″ s. š., 13°38′26″ v. d.     | lípa malolistá | 454 | 103375 Q26788492 |                                                                    | Rposte v obci mezi farou a kostelem ve svahu nad cestou. V roce 1993 proveden zdravotní řez a zakrytí dutin. V roce 2003 měla dutý kmen, dutiny ve větvích a kmenové výmladky. |
| Jasan v Přerubenicích                      |                                                   | Přerubenice 50°13′0″ s. š., 13°51′5″ v. d.                | jasan ztepilý | 275 | 103301 Q26788440 |                                                                    | Roste u stodoly posledního domu při výjezdu z Bdína do Přerubenic. v roce 2017 nevysoký strom s rozložitou korunou. Kmen s výraznými kořenovými náběhy, na bázi koruny suché i větší větve, prosychání drobnějších větví v koruně. |
| Jilm v Příčině 1 †                         |                                                   | Příčina 50°3′54″ s. š., 13°40′2″ v. d.                    | jilm horský | 360 | 103374 Q26788491 |                                                                    | Na okraji zahrady u čp.14, na veřejném prostranství pod požární nádrží. V roce 2009 proveden zdravotní řez, pozorována puklina v horní části kmene. Dříve krásný strom s korunou rozvětvující se z jednoho místa, podle snímku na mapy.cz však byl zřejmě již pokácen, neznámo kdy. Ochrana stromu zrušena 3. října 2019. |
| Jilm v Příčně 2 †                          |                                                   | Příčina 50°3′54″ s. š., 13°40′5″ v. d.                    | jilm horský | 338 | 103324 Q26788457 |                                                                    | V obci před čp. 1, na návsi nad cestou, pod požární nádrží. V roce 2009 proveden zdravotní řez. Ochrana stromu zrušena 2. září 2024 |
| Dub v Anglickém parku                      |                                                   | Pustověty 50°4′30″ s. š., 13°51′47″ v. d.                 | dub letní | 387 | 103373 Q26788490 |                                                                    | Roste v porostu za lesní školkou 13 b3, les.por.111d12. Spodní větve koruny stromu odumírají vlivem zastínění vlastní korunou a především okolním porostem. |
| Smrky v Anglickém parku                    |                                                   | Pustověty 50°4′25″ s. š., 13°51′35″ v. d.                 | smrk ztepilý (4) | 371, 345, 300, 260 | 103372 Q26780435 |                                                                    | V roce 1997 stav většiny stromů velmi dobrý, jen exemplář se kmenem rozdvojeným asi 19 metrů nad zemí s korunou, původně sahající až k zemi, proschlou až do výše 16 metrů. Z jihovýchodní strany je strom odcloněn mýtinou. V roce 2010 měl jeden z vrcholů dvojáku špičku asi metr suchou. Koruna nejmohutnějšího jedince podesýchá do výše asi 7 metrů, asi 1,5 m nad zemí souš původního dvojáku. V roce 2021 strom prosperuje beze změn, pod kořeny nalezena soustava liščích nor. Nejmenší ze smrků s korunou jednostranně zavětvenou 12 m nad zemí a s delší částí koruny 4 m nad zemí. V roce 2021 prořídlá horní část koruny. Koruna posledního ze smrků sahala dříve až k zemi, ale vlivem zastínění okolním porostem došlo k prořídnutí spodní části. Pátý smrk začal po napadení pokorním hmyzem odumírat. Z důvodu ohrožení ostatních stromů byl odstraněn a jeho ochrana zrušena 12. května 2005. |
| Břek u Vartovny                            |                                                   | Račice nad Berounkou 50°0′19″ s. š., 13°54′10″ v. d.      | jeřáb břek | 178 | 103369 Q26788485 | Kategorie „Břek u Vartovny“ na Wikimedia Commons                   | Roste v polesí Pustá Seč v lesním oddělení 18 a6 (20a3), asi 1 km severovýchodně od křižovatky Račický šraňk, nedaleko vrcholu kopce Kamenné vrchy. V 8 m nad zemí je kmen rozdvojen. V roce 2020 byla metr nad rozdvojením dutina a zálom. Okolní porosty borovic a modřínů odumírají suchem a v důsledku asanační těžby se zvyšuje oslunění a tlak větru od západu. |
| Jasan u Pusté Seče                         |                                                   | Račice nad Berounkou 49°59′56″ s. š., 13°54′8″ v. d.      | jasan ztepilý | 345 | 103370 Q26788486 |                                                                    | Roste v polesí Pustá Seč, v lesním oddělení 41 a1 od Leontýna k Pusté Seči vlevo od silnice. Na kmeni je výrazný zásušek, pravděpodobně po zásahu bleskem. |
| Smrk pod Leontýnskou kapličkou             |                                                   | Račice nad Berounkou 50°6′36″ s. š., 13°43′10″ v. d.      | smrk ztepilý | 362 | 103292 Q26788433 | Kategorie „Smrk pod Leontýnskou kapličkou“ na Wikimedia Commons    | Roste vpravo u červeně značené Svatojakubské cesty směrem k lesovně Pustá Seč. Okolo vede též cyklistická trasa 0050. Koruna stromu je hustá, pyramidální, kmen přímý, válcovitý. Část spodních větví koruny byla odlámána kácením sousedního porostu v devadesátých letech 20. století. |
| Lipové stromořadí za nemocnicí v Rakovníku |                                                   | Rakovník 50°6′36″ s. š., 13°43′10″ v. d.                  | lípa malolistá (9) lípa velkolistá (19) | & Chyba ve výrazu: Neočekávaný operátor / Chyba ve výrazu: Neočekávaný operátor / Chyba ve výrazu: Neočekávaný operátor / Chyba ve výrazu: Neočekávaný operátor / Chyba ve výrazu: Neočekávaný operátor / Chyba ve výrazu: Neočekávaný operátor / Chyba ve výrazu: Neočekávaný operátor / Chyba ve výrazu: Neočekávaný operátor / Chyba ve výrazu: Neočekávaný operátor / Chyba ve výrazu: Neočekávaný operátor / Chyba ve výrazu: Neočekávaný operátor / Chyba ve výrazu: Neočekávaný operátor / Chyba ve výrazu: Neočekávaný operátor / Chyba ve výrazu: Neočekávaný operátor / Chyba ve výrazu: Neočekávaný operátor / -1.0000-0 | 105720 Q26790865 |                                                                    | Stromy lemují oboustranně cestu ve svahu za nemocnicí. Jedna lípa uschla; její ochrana zrušena 18. března 2015. |
| Alej na břehu Rakovnického potoka          |                                                   | Rakovník 50°6′8″ s. š., 13°43′38″ v. d.                   | dub červený (1) javor mléč (17) javor klen (4) javorovec jasanolistý (1) jasan ztepilý (1) jilm horský (23) lípa malolistá (475) lípa velkolistá (73) | & Chyba ve výrazu: Neočekávaný operátor / Chyba ve výrazu: Neočekávaný operátor / Chyba ve výrazu: Neočekávaný operátor / Chyba ve výrazu: Neočekávaný operátor / Chyba ve výrazu: Neočekávaný operátor / Chyba ve výrazu: Neočekávaný operátor / Chyba ve výrazu: Neočekávaný operátor / Chyba ve výrazu: Neočekávaný operátor / Chyba ve výrazu: Neočekávaný operátor / Chyba ve výrazu: Neočekávaný operátor / Chyba ve výrazu: Neočekávaný operátor / Chyba ve výrazu: Neočekávaný operátor / Chyba ve výrazu: Neočekávaný operátor / Chyba ve výrazu: Neočekávaný operátor / Chyba ve výrazu: Neočekávaný operátor / -1.0000-0 | 103284 Q26790867 | Kategorie „Alej na břehu Rakovnického potoka“ na Wikimedia Commons | Stromy rostou podél Rakovnického potoka. Původně vyhlášeno 595 stromů, v roce 2021 je chráněno 540 exemplářů. |
| Buk v Rakovníku                            |                                                   | Rakovník 50°6′16″ s. š., 13°44′4″ v. d.                   | buk lesní | 241 | 105345 Q26789795 |                                                                    | V zahradě 1. mateřské školy za budovou Loutkového divadla. |
| Jasan u soudu                              |                                                   | Rakovník 50°6′20″ s. š., 13°43′27″ v. d.                  | jasan ztepilý | 405 | 104623 Q26789288 |                                                                    | Roste na nádvoří Okresního soudu. |
| Jinan v Rakovníku 1                        |                                                   | Rakovník 50°6′12″ s. š., 13°44′2″ v. d.                   | jinan dvoulaločný | 127 | 103286 Q26788427 |                                                                    | Roste v Čermákových sadech, pod muzeem T. G. Masaryka, v blízkosti kostela sv. Bartoloměje. V roce 2017 zdravý, koruna je asymetrická, ovlivněna blízko rostoucí mohutnou lípou. |
| Jinan v Rakovníku 2                        |                                                   | Rakovník 50°6′11″ s. š., 13°44′2″ v. d.                   | jinan dvoulaločný | 210 | 103285 Q26788426 | Kategorie „Jinan v Rakovníku 2“ na Wikimedia Commons               | Nachází se v Čermákových sadech, pod muzeem T. G. Masaryka, v blízkosti kostela sv. Bartoloměje. V roce 2017 měl mohutnější ze dvou blízko sebe vyhlášených jedinců nízko nasazenou korunu, na straně kmene obrácené k muzeu je rána (odřená borka), dřevo v ní pevné, strom je zdravý. |
| Trojice jilmů vazů                         |                                                   | Rakovník 50°6′1″ s. š., 13°42′34″ v. d.                   | jilm vaz (3) | 260, 248, 175 | 103280 Q26780452 |                                                                    | Jilmy rostou na nádvoří firmy Eberspaecher v Kuštově ulici 2530. V roce 2003 byl u stromů proveden ořez suchých větví. Nejmladší exemplář je trojkmen s obvody 113, 150 a 175 cm. |
| Lípa v Rousínově                           |                                                   | Rousínov u Rakovníka 50°1′11″ s. š., 13°40′33″ v. d.      | lípa velkolistá | 660 | 103368 Q26788484 |                                                                    | Roste před kostelem Narození Panny Marie. V posledním desetiletí došlo k částečnému rozpadu koruny, ale strom vykazuje vysokou vitalitu a regeneruje. V roce 2002 byla na kmen umístěna kovová obruč a táhla. V roce 2011 byl proveden bezpečnostní a tvarovací řez a zmlazení po redukci koruny v minulosti, úprava kovových vazeb, jejich povolení a rozšíření u kosterních větví a obruče zpevňující kmen pod nasazením koruny. |
| Lípa v Rousínově 2                         |                                                   | Rousínov u Rakovníka 50°1′18″ s. š., 13°40′49″ v. d.      | lípa malolistá | 242 | 103314 Q26788449 |                                                                    | Roste na křižovatce silnice Panoší Újezd-Rousínov-Krakov. Pozorovány suché větve. |
| Dub v Mrchovišti                           |                                                   | Roztoky u Křivoklátu 49°58′56″ s. š., 13°54′53″ v. d.     | dub letní | 388 | 103364 Q26788480 |                                                                    | Roste na louce "U Dubu". U stromu došlo v posledních letech k proschnutí a redukci koruny. Zhruba 25% koruny je proschlých. V roce 2020 pokračuje prosychání, živá jen desetina korun, avšak plodí. Pozorováno odlupování kůry na kmeni, dřevokazný hmyz a houby. |
| Dub na Švábovce 1                          |                                                   | Roztoky u Křivoklátu 49°59′27″ s. š., 13°54′7″ v. d.      | dub letní | 545 | 103367 Q26788483 |                                                                    | V roce 1997 s korunou mohutnou, rozložitou, kompaktní, tvaru široce pyramidálního a ve velmi dobrém zdravotním stavu. Spodní větve dosahují téměř na zem. Kmen je zavalitý, nízký rozdvojený ve výšce 1,5 m, je v dobrém stavu. V roce 2010 větve dosahují až na zem, jinak stav nezměněn. |
| Dub na Švábovce 2                          |                                                   | Roztoky u Křivoklátu 49°59′26″ s. š., 13°54′7″ v. d.      | dub letní | 517 | 103289 Q26788430 |                                                                    | Roste asi 20 m od okraje lesa. V roce 1997 měl strom velice vzhlednou, pravidelnou a zdravou korunu kulovitého tvaru. Kmen přímý, zdravý s výmladností. Podrost začínal prorůstat do koruny. V roce 2010 zdravotní stav ani vzhled nezměněn. |
| Dub na Švábovce 3                          |                                                   | Roztoky u Křivoklátu 49°59′31″ s. š., 13°54′4″ v. d.      | dub letní | 430 | 103290 Q26788431 |                                                                    | Nachází se asi 10 m od okraje lesa, na styku rozčleňovacích linek. V roce 1997 s mohutnou, kulovitou korunou, nasazenou na zdravém, přímém kmeni s výmladností. Strom byl celkově zdravý a stabilní bez podrostu pod korunou. V roce 2010 stav ani vzhled zásadně nezměněn, pouze podrost začínal strom ohrožovat. |
| Dub u Horního rybníka                      |                                                   | Roztoky u Křivoklátu 49°58′39″ s. š., 13°54′49″ v. d.     | dub letní | 550 | 104644 Q26789303 |                                                                    | Roste na hrázi Hořejšího rybníka nad Novým Jáchymovem. V roce 2001 kmen zavětvený od 4 metrů. 10% větví je suchých, několik spodních větví se odlomilo. Jinak zdravotní stav dobrý. V roce 2009 zálomy silných větví ve spodní části koruny, na jednom zálomu sírovec žlutooranžový. |
| Dub u senné kůlny 1                        |                                                   | Roztoky u Křivoklátu 49°59′30″ s. š., 13°55′21″ v. d.     | dub letní | 338 | 103363 Q26788479 |                                                                    | V roce 1997 koruna zdravá, kompaktní široce vejčitá. Kmen byl zdravý, přímý. |
| Dub u senné kůlny 2                        |                                                   | Roztoky u Křivoklátu 49°59′28″ s. š., 13°55′20″ v. d.     | dub letní | 516 | 103362 Q26788478 |                                                                    | V roce 1997 měl strom nepravidelnou, širokou korunu vytvářenou dvěma hlavními osami rozděleného kmene. Část koruny chyběla, odlomení jedné ze tří mohutných větví. Šikmý zálom o velikosti 0,6 x 2,5 m byl vyhnilý s velkou dutinou, do které zatéká. Kmen je mírně vychýlený. Podle zjištění v roce 2010 u stromu došlo v předešlých letech k odlomení několika silných větví z koruny. |
| Dub u Pusté Seče (Černíkův dub)            |                                                   | Roztoky u Křivoklátu 49°59′38″ s. š., 13°54′45″ v. d.     | dub zimní | 402 | 103365 Q26788482 | Kategorie „Dub u Pusté Seče“ na Wikimedia Commons                  | Roste v polesí Pustá Seč 27 d4. V koruně je menší podíl proschlých větví, kolem 10 % objemu koruny. V lednu 2020 pozorovány plodnice dřevokazné houby na patě kmene. |
| Rohanův dub                                |                                                   | Roztoky u Křivoklátu 49°59′37″ s. š., 13°52′45″ v. d.     | dub zimní | 413 | 103361 Q26788477 | Kategorie „Rohanův dub“ na Wikimedia Commons                       | V posledních letech došlo k výraznému zhoršení zdravotního stavu. Usýchání a rozpad koruny ze 70 %, plášť kmene po celém obvodu zásušky a rozklování od datlů. V létě 2019 strom uschnul. |
| Břeková alej na Brejli                     |                                                   | Ruda u Nového Strašecí 50°6′22″ s. š., 13°52′11″ v. d.    | javor klen (1) jeřáb břek (44) | & Chyba ve výrazu: Neočekávaný operátor / Chyba ve výrazu: Neočekávaný operátor / Chyba ve výrazu: Neočekávaný operátor / Chyba ve výrazu: Neočekávaný operátor / Chyba ve výrazu: Neočekávaný operátor / Chyba ve výrazu: Neočekávaný operátor / Chyba ve výrazu: Neočekávaný operátor / Chyba ve výrazu: Neočekávaný operátor / Chyba ve výrazu: Neočekávaný operátor / Chyba ve výrazu: Neočekávaný operátor / Chyba ve výrazu: Neočekávaný operátor / Chyba ve výrazu: Neočekávaný operátor / Chyba ve výrazu: Neočekávaný operátor / Chyba ve výrazu: Neočekávaný operátor / Chyba ve výrazu: Neočekávaný operátor / -1.0000-0 | 105821 Q26790860 |                                                                    | Podél obou stran místní komunikace spojující osadu Amálie se silnicí č. 236 v lokalitě Zajíčkovna. Alejí prochází cyklistická trasa 201. |
| Břeková alej na Brejli †                   |                                                   | Ruda u Nového Strašecí                                    | jeřáb břek (20) | & Chyba ve výrazu: Neočekávaný operátor / Chyba ve výrazu: Neočekávaný operátor / Chyba ve výrazu: Neočekávaný operátor / Chyba ve výrazu: Neočekávaný operátor / Chyba ve výrazu: Neočekávaný operátor / Chyba ve výrazu: Neočekávaný operátor / Chyba ve výrazu: Neočekávaný operátor / Chyba ve výrazu: Neočekávaný operátor / Chyba ve výrazu: Neočekávaný operátor / Chyba ve výrazu: Neočekávaný operátor / Chyba ve výrazu: Neočekávaný operátor / Chyba ve výrazu: Neočekávaný operátor / Chyba ve výrazu: Neočekávaný operátor / Chyba ve výrazu: Neočekávaný operátor / Chyba ve výrazu: Neočekávaný operátor / -1.0000-0 | 103287           |                                                                    | u silnice na Brejli |
| Duby na Brejli                             |                                                   | Ruda u Nového Strašecí 50°6′12″ s. š., 13°52′35″ v. d.    | dub letní (3) | 446, 350, 445 | 103357 Q26780439 |                                                                    | V roce 1999 byl kmen nejmohutnějšího stromu rovný, vzpřímený, v dobrém zdravotním stavu s mohutnou korunou široce vejčitého tvaru. Její zdravotní stav prozrazoval postupné odumírání, větve byly ze 3/4 proschlé. V roce 2010 koruna stále ze 3/4 proschlá, na živých větvích je pouze obrost. Na patě kmene byl patrný počátek rozpadu. Kmen nejmenšího z dubů byl v roce 1999 rovný, vzpřímený, s ránou po vylomené větvi. Rána měla rozměry 40 x 150 cm. Koruna mohutná, kulovitá a postupně odumírá. Větve v koruně asi z 1/3 proschlé. Strom byl obklopen porostem smíšené tyčoviny smrku, habru a buku. Stav stromu ale nebyl sousedními stromy ohrožován. V roce 2010 rána na kmeni postupně zarůstala, pouze v horní části po vylomení se tak nedělo. Spodní větve zarostlé do porostu odumřely. Poslední ze tří zbylých stromů měl v roce 1999 kmen rovný, vzpřímený s kořenovými náběhy po svahu. Koruna byla nasazena 2,5 m nad zemí, mohutná, kulovitá. Většina silných větví ve spodní části koruny odumřela. V horních dvou třetinách koruny byla asi polovina větví suchých. Smrková kmenovina pod stromem postupně zarůstá do koruny. V roce 2010 mohutný odumírající strom na kmeni má 3 pruhy mrtvého (veliké zásušky 60 x 150 cm) a 3 pruhy živého dřeva. V koruně je zvýšené množství suchých větví, vždy nad mrtvou částí kmene. Na kmeni jsou zbytky hřebíků po posedu. Dub č. 4 odumřel a vyvrátil se. Na místě zbylo pouze vyvrácené, mechem porostlé torzo kmene postupně se rozpadající. |
| Lípa v Rynholci                            |                                                   | Rynholec 50°8′11″ s. š., 13°55′21″ v. d.                  | lípa malolistá | 430 | 103356 Q26788476 | Kategorie „Lípa malolistá (Rynholec)“ na Wikimedia Commons         | V roce 2014 o samotě rostoucí mohutný jedinec s výraznými kořenovými náběhy a třemi kosterními větvemi. U úžlabí měl v místě odstraněné větve dutinu. V roce 2020 stav nezměněn, v úžlabí tlaková větvení. |
| Dub u Kolaříkovy seče                      |                                                   | Řevničov 50°10′5″ s. š., 13°48′51″ v. d.                  | dub letní | 324 | 103354 Q26788475 |                                                                    | Nachází se na okraji louky u Kolaříkovy seče. Okolo vede žlutě značená turistická trasa a cyklistická trasa 8192. V roce 2020 byl dub solitér s rozložitou korunou, na kmeni s několika zahojenými ranami po odstraněných větvích, menší poranění na kmeni od cesty. |
| Dub u Řevničova                            |                                                   | Řevničov 50°9′21″ s. š., 13°50′16″ v. d.                  | dub zimní | 510 | 103333 Q26788461 |                                                                    | Roste přibližně 60 metrů od křižovatky Řevničov-nádraží a široké lesní cesty. V roce 2000 byl kmen dubu dutý od paty až k vrcholu (zbývá pouze skořepina), ošetřený, koruna úzká, má snahu obrážet. Z kmene vyráží slabší větve. Je označen. |
| Podlouštinské duby                         |                                                   | Řevničov 50°10′7″ s. š., 13°48′34″ v. d.                  | dub letní (2) | 348,321 | 103353 Q26780436 |                                                                    | Rostou u lesní silnice Podlouštínská. V roce 2020 měl mohutnější ze stromů nejnižší odbočující větev s tlakovým větvením, byl zdravý, s menším poraněním na bázi kmene, které patrně vzniklo při stavbě silničky. Druhý dub byl vysoký zdravý, asi v polovině výšky se jeho kmen dělí na dvě kosterní větve svírající úzký úhel. |
| Duby u Řevničovské lísy                    |                                                   | Řevničov 50°10′2″ s. š., 13°48′48″ v. d.                  | dub letní | 334 | 103355 Q26780438 |                                                                    | Strom naproti hájovně Řevničovská lísa. V roce 2020 vysoký strom, v dolní polovině koruna jednostranná. Původně dva stromy, v roce 1994 zrušena ochrana jednoho dubu pro špatný zdravotní stav (napadení dřevokaznou houbou, poškozen bleskem v celé délce kmene, prosychající). |
| Lípa ve Skryjích                           | Lípa malolistá                                    | Skryje 49°57′54″ s. š., 13°46′ v. d.                      | lípa malolistá | 382 | 103352 Q26788474 | Kategorie „Lípa malolistá ve Skryjích“ na Wikimedia Commons        | Roste u Kostela svatého Michaela archanděla. Okolo vede modře značená turistická stezka a cyklistická trasa 0045. Lípa má rozsáhlou kmenovou dutinu a dutinu kosterní větve. |
| Buk u Sadlna                               |                                                   | Slabce 49°58′32″ s. š., 13°42′56″ v. d.                   | buk lesní | 328 | 103349 Q26788473 |                                                                    | Strom se nachází v lesním porostu za statkem Sadlno u křižovatky cest mezi obcemi. V roce 2000 byla ošetřena spodní část koruny. V letech 2008 a 2009 došlo opakovaně k rozlámání koruny při bouřkách. Zachována zůstala zhruba třetina koruny. Na torzech kosterních větví jsou perspektivní obrosty. V kosterních větvích a v kmeni jsou dutiny. V roce 2011 proveden redukční řez prolomené koruny s cílem snížení rizika destrukce koruny rozlámáním a podpora tvorby sekundární koruny. |
| Javor Bílý kámen                           |                                                   | Slabce 49°59′27″ s. š., 13°42′51″ v. d.                   | javor mléč | 433 | 103278 Q26788421 |                                                                    | Roste u bývalé hájovny Dlouhá luka (Sadlno), v místech bývalé hráze rybníka. V roce 2005 byl kmen stromu mohutný, mírně nakloněný, prasklý, bez dalších známek poškození, koruna kulovitá, ukotvení táhly zarůstající. Bylo provedeno ošetření koruny a výměna kovových vazeb v koruně. V roce 2010 byla koruna rozložitá, zasahovala nad hospodářské stavení vzdálené asi 12 m od kmene. Velké množství větví mělo podélné praskliny. Dutiny a prasklinybyly také v kosterních větvích, ze kterých přechází dutina do kmene. |
| Klen v Sosni                               |                                                   | Soseň 50°5′19″ s. š., 13°32′18″ v. d.                     | javor klen | 238 | 103318 Q26788452 |                                                                    | Roste východně Sosně na pastvině u lesa a cesty ze Sosně do Klečetného v místě zvaném Hasenmarterl. Okolo vede zeleně značená turistická stezka a cyklistická trasa 351. |
| Dub v Srbči                                |                                                   | Srbeč 50°13′36″ s. š., 13°52′49″ v. d.                    | dub letní | 310 | 103348 Q26788472 |                                                                    | Roste v severozápadním rohu neoplocené zahrady, v severní části obce na dohled od žlutě značené turistické trasy. Přístup z cesty vlevo nad koupalištěm u cesty. V roce 2009 byl již silně poškozený. |
| Dub ve Svojetíně                           |                                                   | Svojetín 50°11′24″ s. š., 13°37′15″ v. d.                 | dub letní | 378 | 103347 Q26788471 |                                                                    | Roste před budovou Obecního úřadu Svojetín u křížku. Okolo vede cyklistická trasa 8167. V roce 2003 měl dub suché větve a dutinu ve kmeni. |
| Břetislavův dub                            |                                                   | Sýkořice 50°2′15″ s. š., 13°58′24″ v. d.                  | dub zimní | 490 | 103346 Q26788470 |                                                                    | Roste v lesním porostu severozápadně od Sýkořic. V roce 2000 byl kmen stromu dutý, vyhnilý v celém vnitřním prostoru. Koruna značně proschlá. Na kmeni i v koruně byly až třicetileté výmladky. V roce 2010 byla v kmeni rozsáhlá dutina, do které vedou dva úzké otvory. Kmen je přímý s krátkými větvemi po obvodu kmene. Strom je pojmenován podle Břetislava II., kterého u tohoto dubu údajně probodnul zákeřný vrah Lorek 20. prosince roku 1100. Chráněný strom je však podstatně mladší. |
| Duby u Bucku                               |                                                   | Třtice u Nového Strašecí 50°10′32″ s. š., 13°50′54″ v. d. | dub letní | 530,710 | 103344 Q26788469 | Kategorie „Duby u Bucku“ na Wikimedia Commons                      | Duby rostou na vzdušné straně hráze Buckého rybníka. Menší exemplář má kmen dutý, ve 3 m se dělí na čtyři větve, jednostranná koruna je stažena lanem, ošetřen. Větve mohutnějšího dubu jsou ořezány a málo obráží. Ve 180 cm se kmen dělí na tři větve. |
| Jedle u Velké Bukové                       |                                                   | Velká Buková 50°2′32″ s. š., 13°50′21″ v. d.              | jedle bělokorá | 316 | 103342 Q26788467 | Kategorie „Jedle u Velké Bukové“ na Wikimedia Commons              | Rostla v lese v revíru Míče v údolí Trňák na břehu říčky Trnavy. Asi 60 m před odbočkou na Kalubice ve směru z Městečka na Velkou Bukovou, odbočíme doleva (zpevněná cesta) po červené značce a přijedeme k potoku. Pokračujeme pěšky asi 100 m po proudu. V okolí je více pěkných jedlí. Podrost mařinka, kopytník. Pokácena někdy v průběhu roku 2020. Při kontrole v únoru 2020 silný semenící strom. |
| Buk lesní †                                |                                                   | Velká Chmelištná                                          | buk lesní | & Chyba ve výrazu: Neočekávaný operátor / Chyba ve výrazu: Neočekávaný operátor / Chyba ve výrazu: Neočekávaný operátor / Chyba ve výrazu: Neočekávaný operátor / Chyba ve výrazu: Neočekávaný operátor / Chyba ve výrazu: Neočekávaný operátor / Chyba ve výrazu: Neočekávaný operátor / Chyba ve výrazu: Neočekávaný operátor / Chyba ve výrazu: Neočekávaný operátor / Chyba ve výrazu: Neočekávaný operátor / Chyba ve výrazu: Neočekávaný operátor / Chyba ve výrazu: Neočekávaný operátor / Chyba ve výrazu: Neočekávaný operátor / Chyba ve výrazu: Neočekávaný operátor / Chyba ve výrazu: Neočekávaný operátor / -1.0000-0 | 105214           |                                                                    | 1. o. 269 B6, LS Petrohrad. U zelené boudy. Padl už v roce 1992. |
| Lípa ve Vrbici                             |                                                   | Vrbice u Hořoviček 50°10′5″ s. š., 13°31′34″ v. d.        | lípa malolistá | 343 | 103309 Q26788444 |                                                                    | Roste vpravo od vchodu do kostela Povýšení svatého Kříže na návsi v obci Vrbice. |
| Dub ve Všetatech                           |                                                   | Všetaty u Rakovníka 50°2′49″ s. š., 13°45′14″ v. d.       | dub letní | 670 | 103341 Q26788466 | Kategorie „Dub ve Všetatech“ na Wikimedia Commons                  | Vpravo u silnice Všetaty-tyterská křižovatka, na hrázi rybníka. Okolo vede cyklistické trasy 0046. V roce 1972 vyhořela dutina stromu. Strom byl následně ošetřen ocelovou záplatou a cihelnou plombou. V roce 1994 byl proveden zdravotní a bezpečnostní řez, odstranění plomby a zastřešení s konzervací dutin. V současnosti z kmene zbývá jen skořepina kůry, ale je vitální. Terminál se v 8 metrech rozděluje na dvě části. V roce 2009 poveden zdravotní řez a ořez suchých větví, ošetření a obnova ochrany dutiny kmene, obnova ochranných stříšek. Pozorováno sršní hnízdo v dutině po uříznuté větvi. |
| Všetatská lípa                             |                                                   | Všetaty u Rakovníka 50°2′42″ s. š., 13°45′30″ v. d.       | lípa srdčitá | 375 | 103340 Q26788465 |                                                                    | Roste na pravém břehu dolního rybníka. Koruna zasahuje nad cestu a nad budovu sroubené stodoly. Kmen vyrůstá v základové spáře podezdívky stodoly. Vedle stromu roste ještě jedna lípa s korunou deformovanou bočním růstem, s kmenem výrazně vychýleným mimo osu a s kmenovou dutinou. |
| Dub u Zavidova                             |                                                   | Zavidov 50°3′43″ s. š., 13°36′30″ v. d.                   | dub letní | 377 | 103338 Q26788464 |                                                                    | Vpravo od silnice Zavidov-Václavy, za obcí u remízu. V roce 2003 registrovány suché větve. V roce 2009 proveden zdravotní řez a ořez suchých větví. |
| Buk na Kalích                              |                                                   | Zbečno 50°3′4″ s. š., 13°57′15″ v. d.                     | buk lesní | 392 | 105655 Q26790217 |                                                                    | Nachází se v lesním porostu blízko hájovny Kaly. Strom na svůj druh velmi neobvyklého tvaru. Kmen je výrazně svalcovitý a točitý. Koruna je vysoko nasazená, nepravidelná. Větve jsou rovněž točité a rozrůstají se široce od kmene. |
| Lípa nad hřbitovem ve Zbečně               |                                                   | Zbečno 50°2′43″ s. š., 13°54′58″ v. d.                    | lípa malolistá | 410 | 103293 Q26788434 |                                                                    | Roste nad hřbitovem, u sochy, mezi obecní cestou a srázem nad silnicí. Okolo vede zeleně značená turistická stezka a cyklistická trasa KO8. Strom má hustou a kuželovitou korunu. Kmen lípy je zcela zdravý, válcovitého tvaru, ve 3 metrech nad zemí rozdvojen. V roce 2005 byly odstraněny suché a zalámané větve koruny, provedeno odlehčení koruny a instalace vazby. |
| Lípy ve Zbečně                             |                                                   | Zbečno 50°2′48″ s. š., 13°54′43″ v. d.                    | lípa malolistá (3) | 225, 358, 227 | 103337 Q26780433 | Kategorie „Památné lípy ve Zbečně“ na Wikimedia Commons            | Rostou u kapliček v obci. Okolo vede zeleně značená turistická stezka. První strom byl v roce 1998 silně vykloněn mimo osu k východu nad potůček ve vyzděném kamenném korytě. Kmen je rozdvojen ve 2,5 m a je spojen s ostatními kovovými táhly. Kmen i koruna v dobrém zdravotním stavu. V roce 2010 koruna asymetrická a hlavní větev je kovovým táhlem vyvázána vzhůru do koruny sousedního stromu u kapličky. Největší strom ze skupiny roste v blízkosti kapličky. Kmen je přímý s rozdvojením ve dvou metrech a korunou nasazenou v pěti metrech. Jedna z hlavních větví je poškozena pravděpodobně bleskem. Několik metrů dlouhá prasklina se postupně zavaluje. Koruna je rovnoměrně rozložená, kulovitého tvaru a zdravá. Poslední jedinec je kmenem i korunou silně vychýlen mimo osu směrem k jihu, vyrůstá v rohu obezdění již mimo vyvýšené místo. Kmen se rozděluje do koruny ve třech metrech. Koruna je asymetrická a značně vychýlená mimo těžiště. Strom je sepnut s ostatními kovovými táhly. V roce 2010 měl na kmeni dutiny, které se částečně zavalují. Táhla byla povolena a podložena proti zarůstání. |
| Lípy u kostela ve Zbečně                   |                                                   | Zbečno 50°2′29″ s. š., 13°55′14″ v. d.                    | lípa velkolistá (2) | 347,417 | 103336 Q26780431 |                                                                    | Rostou u kostela sv. Martina. Okolo vede zeleně značená turistická stezka a cyklistická trasa KO8. V roce 1997 byla koruna menšího exempláře symetrická, kompaktní, hustá nasazená na mohutném rozvětvení v 2,5 m nad zemí. Kmen byl mírně vychýlený, zdravý. V roce 2010 došlo k mírnému zhoršení zdravotního stavu, přesto je zdravější než druhá lípa ve skupině. Ta měla v roce 1997 mohutnou, symetrickou korunu široce kuželovitého tvaru na přímém kmeni. Kmen byl v minulosti stažen obručí, později odstraněnou. Je rozdvojen tři metry nad zemí do dvou hlavních větví, které tvoří korunu. Podle zjištění v roce 2010 byly hlavní kosterní větve v předchozích pěti letech opakovaně poškozeny bleskem a po ošetření mění strom habitus. Na poškozené kosterní větvi je zřetelná plodnice dřevokazné houby. Hmota koruny je redukována, ale strom je jinak vitální. Od roku 2014 zhoršování zdravotního stavu. Silné kosterní větve ve středu koruny schnou a jsou duté. |
| Masarykova babyka                          | Masarykova babyka                                 | Zbečno 50°2′7″ s. š., 13°55′23″ v. d.                     | javor babyka | 295 | 103335 Q26788463 | Kategorie „Masarykova babyka“ na Wikimedia Commons                 | Roste u silnice Zbečno-Sýkořice u brány kempu Masarykova vyhlídka. Okolo vede červeně značená turistická stezka a cyklistické trasy KO7 a KO8. Strom má boulovitý kmen, částečně ošetřený, rostou na něm houby. Vedle babyky je ještě jedna tenká. Zdravotní stav se za posledních 5 let výrazně zhoršil. Koruna silně redukovaná, kmen dutý s plodnicemi patogenních hub (rezavec štětinatý, sírovec žlutooranžový). |
| Zdeslavská lípa                            |                                                   | Zdeslav u Rakovníka 50°2′44″ s. š., 13°32′59″ v. d.       | lípa malolistá | 395 | 103279 Q26788422 |                                                                    | Roste na západním okraji vesnice při kamenné zdi statku, na svahu k potoku. |
| Lípa ve Zdeslavi                           |                                                   | Zdeslav u Rakovníka 50°2′43″ s. š., 13°33′39″ v. d.       | lípa srdčitá | 515 | 103334 Q26788462 |                                                                    | Nachází se vlevo u silnice Čistá-Velká Chmelištná, v horní části návsi u sochy sv. Prokopa. |
| Lípa u Vojtova mlýna                       |                                                   | Zdeslav u Rakovníka 50°2′20″ s. š., 13°32′30″ v. d.       | lípa malolistá | 372 | 103319 Q26788453 |                                                                    | Vpravo u silnice Čistá-Kůzová, pod Dolním rybníkem. Okolo vede zeleně značená turistická stezka. V roce 2003 měl suché větve. |